# Handball aux Goodwill Games de 1994
Navigation
Seattle 1990
La compétition de handball aux Goodwill Games de 1994 s'est déroulée à Saint-Pétersbourg du 23 au 27 juillet 1994. Il s'agit de la troisième et dernière édition de la compétition qui ne comporte qu'un tournoi masculin.
La France remporte la première compétition internationale de son histoire en battant la Russie en finale. L'Espagne complète le podium.

## Résultats

### Phase de poule
Poule 1
|   | Équipe       | Pts | J | G | N | P | Bp | Bc | Diff |
| - | ------------ | --- | - | - | - | - | -- | -- | ---- |
| 1 | France       | 4   | 2 | 2 | 0 | 0 | 55 | 46 | 9    |
| 2 | Corée du Sud | 2   | 2 | 1 | 0 | 1 | 48 | 51 | -3   |
| 3 | Suède        | 0   | 2 | 0 | 0 | 2 | 45 | 51 | -6   |

| Date                   | Équipe 1     | Score   | Équipe 2     |
| ---------------------- | ------------ | ------- | ------------ |
| 22 juillet 1994, 15h30 | France       | 28 – 24 | Corée du Sud |
| 24 juillet 1994, 16h00 | Corée du Sud | 24 – 23 | Suède        |
| 25 juillet 1994, 16h00 | France       | 27 – 22 | Suède        |

Poule 2
|   | Équipe     | Pts | J | G | N | P | Bp | Bc | Diff |
| - | ---------- | --- | - | - | - | - | -- | -- | ---- |
| 1 | Russie     | 4   | 2 | 2 | 0 | 0 | 58 | 41 | 17   |
| 2 | Espagne    | 2   | 2 | 1 | 0 | 1 | 56 | 35 | 21   |
| 3 | États-Unis | 0   | 2 | 0 | 0 | 2 | 28 | 66 | -38  |

| Date                   | Équipe 1 | Score          | Équipe 2   | Rapport |
| ---------------------- | -------- | -------------- | ---------- | ------- |
| 22 juillet 1994, 14h00 | Russie   | 25 – 23 (12-9) | Espagne    | [ 3 ]   |
| 24 juillet 1994, 14h30 | Russie   | 33 – 18        | États-Unis | -       |
| 25 juillet 1994, 14h30 | Espagne  | 33 – 10 (16-6) | États-Unis | [ 4 ]   |

### Demi-finales
| Date                   | Équipe 1 | Score                    | Équipe 2     | Rapport |
| ---------------------- | -------- | ------------------------ | ------------ | ------- |
| 26 juillet 1994, 16h00 | Russie   | 25 – 22                  | Corée du Sud | -       |
| 26 juillet 1994, 18h00 | France   | 25 – 22ap (20-20, 10-10) | Espagne      | [ 5 ]   |

### Tour final
| Match                  | Date                   | Équipe 1 | Score           | Équipe 2     | Rapport |
| ---------------------- | ---------------------- | -------- | --------------- | ------------ | ------- |
| Finale                 | 27 juillet 1994, 16h30 | France   | 22 – 20         | Russie       | -       |
| Match pour la 3e place | 27 juillet 1994, 14h30 | Espagne  | 29 – 25 (16-14) | Corée du Sud | [ 6 ]   |
| Match pour la 5e place | 26 juillet 1994, 16h00 | Suède    | 29 – 25         | États-Unis   | -       |

## Effectifs

### Médaille d'or:France
L'effectif de la France était,,
- Philippe Gardent (OM Vitrolles)
- Christian Gaudin (GB, US Créteil)
- François-Xavier Houlet (Montpellier HB)
- Guéric Kervadec (US Créteil)
- Denis Lathoud (PSG Asnières)
- Patrick Lepetit (US Créteil)
- Bruno Martini (GB, Istres)
- Gaël Monthurel (USM Gagny 93)
- Thierry Perreux (OM Vitrolles)
- Éric Quintin (OM Vitrolles)
- Jackson Richardson (OM Vitrolles)
- Philippe Schaaf (US Ivry)
- Stéphane Stoecklin (PSG-Asnières)

Entraîneur
- Daniel Costantini

Frédéric Volle (OM Vitrolles), annoncé dans la liste avant la compétition, n'aurait finalement pas participé.

### Médaille d'argent:Russie
L'effectif de la Russie était, :
- Andreï Lavrov
- Igor Vassiliev
- Vladimir Grinikh
- Pavel Gouskov
- Oleg Koulechov
- Dimitri Kouzelev
- Andreï Antonevitch (de)
- Stanislav Koulintchenko
- Alexandre Kalmikov
- Alexeï Demidov
- Dimitri Torgovanov
- Pavel Soukossian
- Andreï Plakotine
- Viatcheslav Gorpichine
- Sergueï Pogorelov
- Dimitri Filippov

### Médaille de bronze:Espagne
L'effectif de l'Espagne était,,,, :
- David Barrufet
- Juan Dominguez
- Salvador Esquer (en)
- Jaime Garcia
- José Javier Hombrados
- Jesús Olalla
- José Ignacio Ordóñez
- Antonio Carlos Ortega
- Juan Panadero
- Joaquin Soler
- Aitor Castro
- Ricardo Marín (en)
- Demetrio Lozano
- Alberto Urdiales (es)
- Fernando Barbeito

Remarque : Demetrio Lozano n'a joué aucun match

### Quatrième place:Corée du Sud
L'effectif de la Corée du Sud était, :
- Chung Kang-wook
- Back Sang-sun
- Huh Young-sun
- Cho Young-shin
- Lee Sang-sup
- Jung Joo-sung
- Lee Sun-sun
- Cho Chi-hyo (en)
- Lee Hak-myun
- Lee Suik-houng
- Yoon Kyung-shin
- Moon Byun-wook
- Lee Sok-wang
- Lee Ki-ho
- Cho Bum-yon

### Cinquième place:Suède
L'effectif de la Suède, qui a présenté une équipe B, était :
- Jan Stankiewicz (de) (GB)
- Niklas Simonsson
- Lars Olsson
- Henrik Andersson
- Conny Johansson
- Thomas Sivertsson
- Umberto Brajkovic
- Nicklas Matinsson
- Per Linders
- Tony Hedin
- Magnus Veberg
- Marcus Lindbladh
- Andreas Larsson
- Mattias Wistedt
- Johan Petersson
- Anders Lindqvist (de) (GB)

### Sixième place:États-Unis
L'effectif des États-Unis était, :
- Daniel Hennessy
- Dennis Fercho
- Thomas Fitzgerald
- Joseph Fitzgerald
- Steven Penn
- Derek Brown
- Gregory Caccia
- Matthew Ryan
- Luke Travins
- Timothy Ammer
- Kevin Withrow
- Michael Jones
- Michael Thronberry
- Mark Schmocker
- David DeGraaf